# Leo Köpp
Leo Köpp (* 23. Mai 1998 in Konstanz) ist ein deutscher Leichtathlet in der Disziplin Gehen.

## Sportliche Karriere
Köpp startet sowohl im Bahngehen als auch im Straßengehen. In beiden Disziplinen konnte er bereits nationale und internationale Erfolge erzielen.

### Bahngehen
Bei den Deutschen Jugendmeisterschaften 2015 der Altersklasse U18 in Jena wurde Köpp im 5000-Meter-Bahngehen in einer Zeit von 22:53,87 min erstmalig Deutscher Jugendmeister.
Die Deutschen Jugendhallenmeisterschaften 2016 in Dortmund im 5000-Meter-Bahngehen konnte Köpp in einer Zeit von 21:14,11 min gewinnen und wurde Deutscher Jugendhallenmeister. Köpp konnte seinen Titel erfolgreich verteidigen, als er bei den Deutschen Jugendmeisterschaften 2016 der Altersklasse U20 in Mönchengladbach im 10.000-Meter-Bahngehen in einer Zeit von 44:19,32 min Deutscher Jugendmeister wurde. Mit dieser Leistung qualifizierte er sich für die U20-Weltmeisterschaften im 10.000-Meter-Bahngehen in Bydgoszcz (Polen). Dort belegte er in neuer persönlicher Bestzeit von 41:33,10 min den 8. Platz.
2017 wurde Köpp bei den Deutschen Jugendhallenmeisterschaften 2017 in Sindelfingen im 5000-Meter-Bahngehen in einer Zeit von 20:38,80 min Deutscher Jugendhallenmeister vor Niklas Richter und Johannes Frenzl.
Die Deutschen Jugendmeisterschaften 2017 in Ulm im 10.000-Meter-Bahngehen konnte Köpp in einer Zeit von 43:40,27 min erneut gewinnen und wurde wieder Deutscher Jugendmeister.
Bei den Deutschen Meisterschaften 2019 im Bahngehen in Beeskow wurde Köpp Deutscher U23-Meister im 10.000-Meter-Bahngehen.

### Straßengehen
Köpp wurde bei den Deutschen Meisterschaften 2019 im Straßengehen in Naumburg (Saale) im 20-km-Gehen in einer Zeit von 1:23:24 h Deutscher U23-Meister vor Marcin Reumann und Timo Schusters. Mit dieser Zeit belegte er in der Männerwertung den vierten Platz.
Die Deutschen Meisterschaften 2021 im Straßengehen fanden am 10. April 2021 in Frankfurt am Main statt. Aufgrund der COVID-19-Pandemie konnten ausschließlich Bundeskader-Athletinnen und Bundeskader-Athleten teilnehmen. Köpp wurde im 20-km-Gehen in einer Zeit von 1:22:04 h Deutscher Vizemeister hinter Nils Brembach (SC Potsdam).
Köpp startete bei den um ein Jahr nach hinten verschobenen Olympischen Spielen 2020 im 20-km-Gehen. Er belegte den 22. Platz.
Bei den Europameisterschaften 2022 in München belegte Köpp im 20-km-Gehen in 1:21:36 h den 9. Platz. 
Bei den Deutschen Meisterschaften 2023 in Erfurt belegte Köpp im 20-km-Gehen in einer Zeit von 1:24:14 h den dritten Platz hinter Christopher Linke und Nils Brembach (beide SC Potsdam).
Bei den Europameisterschaften 2024 in Rom belegte Köpp im 20-km-Gehen in 1:21:19 h den 8. Platz.

## Berufsweg
Köpp besuchte das Europäische Gymnasium Bertha von Suttner in Berlin-Reinickendorf und legte dort sein Abitur ab. Anschließend begann er ein Studium der Rechtswissenschaft (Dipl.-Jur.) an der Humboldt-Universität zu Berlin. Von August 2022 bis Mai 2023 studiert Köpp an der UC Berkeley School of Law in Kalifornien "Law & Technology". Köpp promoviert an der Humboldt-Universität zu Berlin.
Köpp setzt sich zusammen mit der Hockeyspielerin Franzisca Hauke als "Believe in Sport"-Botschafter im Auftrag des Deutschen Olympischen Sportbundes (DOSB) und des Internationalen Olympischen Komitees (IOC) aktiv gegen Wettbewerbsmanipulation ein.

## Erfolge

### International
- 2016: 8. Platz U20-Weltmeisterschaften im 10.000-Meter-Bahngehen
- 2017: 1. Platz U20-Europacup im 10-km-Gehen
- 2017: 9. Platz U20-Europameisterschaften im 10.000-Meter-Bahngehen
- 2021: 22. Platz bei den Olympischen Spielen im 20-km-Gehen
- 2022: 9. Platz Europameisterschaften im 20-km-Gehen

### National

#### Freiluft
Hauptklasse:
- 2019: 4. Platz bei den Deutschen Meisterschaften im 20-km-Gehen
- 2021: Deutscher Vizemeister im 20-km-Gehen
- 2023: 3. Platz bei den Deutschen Meisterschaften im 20-km-Gehen

Junioren:
- 2019: Deutscher U23-Meister im 10.000-Meter-Bahngehen
- 2019: Deutscher U23-Meister im 20-km-Gehen

Jugend:
- 2016: Deutscher Meister im 10.000-Meter-Bahngehen (U20)
- 2016: Deutscher Meister im 10-km-Gehen (U20)
- 2017: Deutscher Meister im 10.000-Meter-Bahngehen (U20)
- 2017: Deutscher Meister im 10-km-Gehen (U20)

#### Halle
- 2016: Deutscher Hallenmeister im 5000-Meter-Bahngehen (U20)
- 2017: Deutscher Hallenmeister im 5000-Meter-Bahngehen (U20)

## Persönliche Bestzeiten
- 3000 m Bahngehen: 11:17,35 min, 9. Februar 2018 in  Erfurt
- 5000 m Bahngehen: 19:58,5 min, 4. März 2017 in  Halle (Saale)
- 10.000 m Bahngehen: 41:33,10 min, 23. Juli 2016 in  Bydgoszcz
- 10 km Gehen: 41:08 min, 21. Mai 2017 in  Poděbrady
- 20 km Gehen: 1:21:16 h, 5. Juni 2021 in  A Coruña